# Rodrigo Escudero
Rodrigo Escudero Vega (Simancas, provincia de Valladolid, España, 31 de marzo de 1994) es un futbolista español. Actualmente juega en el Algeciras C. F. de la Primera Federación como delantero-delantero centro.

## Trayectoria
Natural de Simancas, es un delantero formado en las categorías inferiores del Club Deportivo Villa de Simancas, antes de firmar en 2015 por el CD Palencia, donde estuvo durante dos temporadas.
En la temporada 2017-18, firmó por el Arandina CF, donde jugó durante dos temporadas.
El 17 de julio de 2019, llega libre al Zamora Club de Fútbol, donde jugó durante dos temporadas.
En la temporada 2021-22, firma por la SD Compostela de Segunda RFEF, donde jugó 30 partidos y marcó 7 goles entre todas las competiciones.
El 30 de julio de 2022, firma por el C. F. Talavera de la Reina de la Primera Federación.En su única temporada en el conjunto castellanomanchego lograría anotar 15 goles en 36 encuentros.
El 15 de julio de 2023, firma por la Cultural y Deportiva Leonesa de la Primera Federación, donde juega hasta final de temporada.
El 1 de julio de 2024, firma por el Algeciras C. F. de la Primera Federación.

## Clubes
| Club                         | País   | Año       |
| ---------------------------- | ------ | --------- |
| CD Palencia                  | España | 2015-2017 |
| Arandina CF                  | España | 2017-2019 |
| Zamora CF                    | España | 2019-2021 |
| SD Compostela                | España | 2021-2022 |
| C. F. Talavera de la Reina   | España | 2022-2023 |
| Cultural y Deportiva Leonesa | España | 2023-2024 |
| Algeciras C. F.              | España | 2024-Act. |